# Bhowāli
Bhowāli är en ort i Indien.   Den ligger i distriktet Naini Tāl och delstaten Uttarakhand, i den norra delen av landet, 240 km öster om huvudstaden New Delhi. Bhowāli ligger 1 791 meter över havet och antalet invånare är 5 685.
Terrängen runt Bhowāli är kuperad åt sydost, men åt nordväst är den bergig. Terrängen runt Bhowāli sluttar söderut. Runt Bhowāli är det ganska tätbefolkat, med 199 invånare per kvadratkilometer. Närmaste större samhälle är Haldwani-cum-Kathgodam, 18,7 km söder om Bhowāli. I omgivningarna runt Bhowāli växer i huvudsak blandskog.